# Frank Ricotti
Frank Ricotti (ur. 31 stycznia 1949 w Londynie) – angielski perkusista, popularny muzyk studyjny i autor muzyki filmowej, nagrywał między innymi z takimi zespołami i solistami jak Tina Turner, Pet Shop Boys, Rick Wakeman, Gerry Rafferty, Chris Spedding, Leo Sayer, Cliff Richard, Kiri Te Kanawa, Evelyn Thomas, Mike Batt, Björk, Blood, Sweat and Tears, Clannad, Curved Air, Roger Daltrey, Julia Fordham, Peter Frampton, Elton John, Joe Jackson, Nick Kamen, Mark Knopfler, Meatloaf, Freddie Mercury i Van Morrison.